# Theater der Späten Neuzeit
Das Theater der Späten Neuzeit beschreibt die Entwicklung des Theaters nach der Romantik bis in die Gegenwart.
Der Aufbau eines modernen Theaters weicht nur gering von antiken Vorbildern ab. Der Inhalt orientiert sich stark an den Strömungen des Naturalismus, Realismus, Dadaismus, Expressionismus, Surrealismus und des Postmodernismus. Einflussreiche Autoren dieser Zeit sind Bertolt Brecht, Antonin Artaud, Konstantin Stanislawski, Harold Pinter, Steven Berkoff, Eugene O’Neill, Samuel Beckett, und Tony Kushner.
Besondere Entwicklungen des Theaters sind:
- Naturalistisches Theater
- Symbolistisches Theater
- Theater im Nationalsozialismus
- Absurdes Theater
- Postdramatisches Theater

### Internet
- Theater der Zeit
- Theater heute